# Burutay Subaşı
Burutay Subaşı (Çanakkale, 15 luglio 1990) è un pallavolista turco, schiacciatore dell'Arkas.

## Carriera

### Club
La carriera di Burutay Subaşı inizia nel 2001, quando entra a far parte dello SSK di Ankara, dove gioca per cinque annate. In seguito si trasferisce nel settore giovanile dell'Arkas di Smirne, dove compete per altre due annate, prima di essere promosso in prima squadra e debuttare in Voleybol 1. Ligi nella stagione 2008-09: vi milita ininterrottamente per cinque stagioni, vincendo lo scudetto 2012-13, due edizioni della Coppa di Turchia e la Challenge Cup 2008-09.
Nella stagione 2013-14 approda all'Halkbank di Ankara: conquista quattro scudetti, premiato come MVP dei campionati 2016-17 e 2017-18, tre coppe nazionali, insignito del premio come miglior giocatore nel 2017-18, e quattro Supercoppe turche, venendo eletto miglior giocatore dell'edizione 2018; nella stagione 2019-20 passa al Galatasaray, bissando sia il trionfo in Supercoppa turca che il premio individuale come miglior giocatore della manifestazione.
Nel gennaio 2022 fa ritorno a stagione in corso all'Arkas.

### Nazionale
Dopo aver fatto parte delle selezioni giovanili turche, dal 2009 fa parte della nazionale maggiore, con la quale vince la medaglia d'argento alla European League 2012 e quella d'oro all'European Golden League 2019. Nel 2022 conquista la medaglia d'argento alla Volleyball Challenger Cup, mentre nel 2023 si aggiudica l'oro all'European Golden League e alla Volleyball Challenger Cup.

## Palmarès

### Club
- Campionato turco: 5

2012-13, 2013-14, 2015-16, 2016-17, 2017-18
- Coppa di Turchia: 5

2008-09, 2010-11, 2013-14, 2014-15, 2017-18
- Supercoppa turca: 5

2013, 2014, 2015, 2018, 2019
- Challenge Cup: 1

2008-09

### Nazionale (competizioni minori)
- European League 2012
- European Golden League 2019
- Volleyball Challenger Cup 2022
- European Golden League 2023
- Volleyball Challenger Cup 2023

### Premi individuali
- 2017 - Efeler Ligi: MVP
- 2018 - Coppa di Turchia: MVP
- 2018 - Efeler Ligi: MVP
- 2018 - Supercoppa turca: MVP
- 2019 - Supercoppa turca: MVP